# الحارث الرابع ملك الأنباط
الحارث الرابع (القرن الأول ق.م - القرن الأول) تاسع ملوك مملكة الأنباط في جنوب بلاد الشام. امتدت فترة حكمه ما بين عاميّ 9 ق.م - 41 م، والتي تُعد أهم فترات الازدهار والتوسع النبطي. إذ استطاع الحفاظ على استقلال بلاده الواسعة، واتسعت علاقاته التجارية. وقد حارب في مواقع عدة وانتصر في معظمها. كما تعود معظم المقابر المنحوتة والمؤرخة بالحجر لفترة حكمه.

## وصوله للسلطة
وصل الحارث إلى السلطة بعد اغتيال أوبوداس الثالث ، الذي يبدو أنه مات مسمومًا.  يقول يوسيفوس أنه كان اسمه في الأصل إينياس، لكنه اتخذ "أريتاس" كاسم لعرشه.  يشير نقش من البتراء إلى أنه ربما كان عضوًا في العائلة المالكة، باعتباره من نسل ماليخوس الأول.
وكانت عاصمة مملكة الحارث الرابع مدينة تجارية مزدهرة، البتراء ، على بعد حوالي 170 ميلاً جنوب عمان. تشتهر البتراء بالعديد من الآثار المنحوتة في الحجر الرملي ذو اللون الأحمر الوردي. وامتدت قوة الأنباط على طرق القوافل جنوب وشرق يهودا، من القرن السابع قبل الميلاد إلى القرن الثاني الميلادي.
لقبه الكامل، كما هو وارد في النقوش، كان " أريتاس، ملك الأنباط، صديق شعبه ". كونه أقوى جيران يهودا ، شارك كثيرًا في شؤون الدولة في ذلك البلد وكان مؤثرًا في تشكيل الدولة اليهودية. مصير حكامها. على الرغم من أنه لم يكن على علاقة جيدة مع روما، وعلى الرغم من أنه لم يعترف به كملك إلا بعد تردد كبير ، إلا أنه شارك في حملة فاروس ضد اليهود في عام 4 قبل الميلاد، ووضع جيشًا كبيرًا تحت تصرفه. للجنرال الروماني.
كان للحارث زوجتان. الأول كان هولدو وكان متزوجًا منها بالفعل عندما أصبح ملكًا. وقد ظهر ملفها الشخصي على العملات النبطية حتى عام 16 م. وبعد انقطاع دام بضع سنوات بدأ وجه زوجته الثانية شقيلة بالظهور على العملات المعدنية.

## تاريخ
شهدت مملكة الأنباط في عهد الحارث الرابع نهضة حضارية واسعة وراقية، فقد شُيدت العديد من المباني العامة الفخمة التي تشهد على عظمة الفن النبطي. وقد شهدت المدن النبطية الرئيسية توسعا ونشاطا عمرانيا كبيرا في عهده. واتجه الحارثة الرابع للاهتمام بالمناطق الجنوبية وبشكل خاص بالحجر ووادي السرحان. ووصلت البتراء - عاصمة دولة الأنباط في عهد الحارث الرابع إلى ذروة تألقها. وفي عهده أيضاً أعيدت دمشق إلى مملكة الأنباط كما يُستنتج من رسالة بولس الرسول إلى أهل كورنثة. ويؤكد ذلك نقص في تسلسل العملة الرومانية المضروبة في دمشق وهذا النقص يقابل عهد الحارث الرابع، الذي اشتبك طويلاً في صراع مع اليهود ومع الرومان.
وكان يعاصر الحارث الرابع هيرودوس أنتيباس الذي قطع رأس يوحنا المعمدان في قصة سالومي الشهيرة. وقد انتصر الحارث الرابع على هيرودت انتصاراً باهراً في معركة جلعاد عام 7 م، ولاقى هيروت حتفه منفياً في إسبانيا. قام الحارث الرابع أيضا بسك النقود التي تحمل اسمه وتخلد إنجازاته. ووصل الأنباط في عهده إلى ميناء اوسيتا المرفأ الروماني المشهور في إيطاليا، وبنوا معبداً لهم ما زالت بقاياه شاهدة على عظمة هذه الحضارة.

## هزيمة هيرودس أنتيباس
ابنة الحارث، فاسايليس النبطية، تزوجت من هيرودس أنتيباس. هربت فاسايليس إلى والدها عندما اكتشفت أن زوجها ينوي طلاقها ليتزوج زوجة جديدة، هي هيروديا والدة سالومي . كانت هيروديا متزوجة بالفعل من أخيه هيرودس الثاني ، الذي توفي حوالي عام 33/34 م.  تزوج أنتيباس من هيروديا. ووفقاً للروايات المسيحية، فإن معارضة هذا الزواج هي التي أدت إلى قطع رأس يوحنا المعمدان.  ومع ذلك، فإن المؤرخ اليهودي الروماني جوزيفوس يصور إعدام يوحنا بدلاً من ذلك على أنه محاولة وقائية لمنع التمرد.
غزا الحارث منطقة هيرودس أنتيباس وهزم جيشه، ويرجع ذلك جزئيًا إلى أن جنودًا من منطقة فيليبس (الأخ الثالث) قدموا المساعدة للملك الحارث.  لم يحدد يوسيفوس هذه القوات المساعدة (أطلق عليهم اسم "الهاربين")، لكن موسى الكوريني حددهم على أنهم جيش الملك أبغاروس ملك الرها.  لم يتمكن أنتيباس من الفرار إلا بمساعدة القوات الرومانية.
ثم ناشد هيرودس أنتيباس الإمبراطور تيبيريوس ، الذي أرسل والي سوريا، لوسيوس فيتيليوس الأكبر ، لمهاجمة الحارث. جمع فيتيليوس فيالقه وتحرك جنوبًا، وتوقف في أورشليم بمناسبة عيد الفصح عام 37 م، عندما وصلت أنباء وفاة الإمبراطور. لم يكتمل غزو الأنباط أبدًا.
يذكر الرسول المسيحي بولس أنه اضطر إلى التسلل من دمشق في سلة عبر نافذة في الحائط هربًا من طائفة الملك الحارث ( 2 كورنثوس 11 : 32، 33، راجع أعمال 9 : 23، 24). إن الاقتراحات القائلة بأن الملك الحارث قد سيطر على دمشق بين وفاة هيرودس فيليبس عام 33/34 م ووفاته عام 40 م تتعارض مع الأدلة الجوهرية ضد سيطرة الحارث على المدينة قبل عام 37 م والعديد من الأسباب التي تجعل من غير الممكن أن تكون مدينة. هدية من كاليجولا بين 37 و 40 م.  ينبع معظم عدم اليقين مما إذا كانت القوات التابعة للحارث تسيطر بالفعل على المدينة، أو إذا كان بولس يشير إلى "المسؤول الذي يسيطر على المجتمع النبطي في دمشق، وليس المدينة ككل".  اقترح العديد أن الحارث قام بضم دمشق لفترة وجيزة بعد عام 37 م.

## وفاته

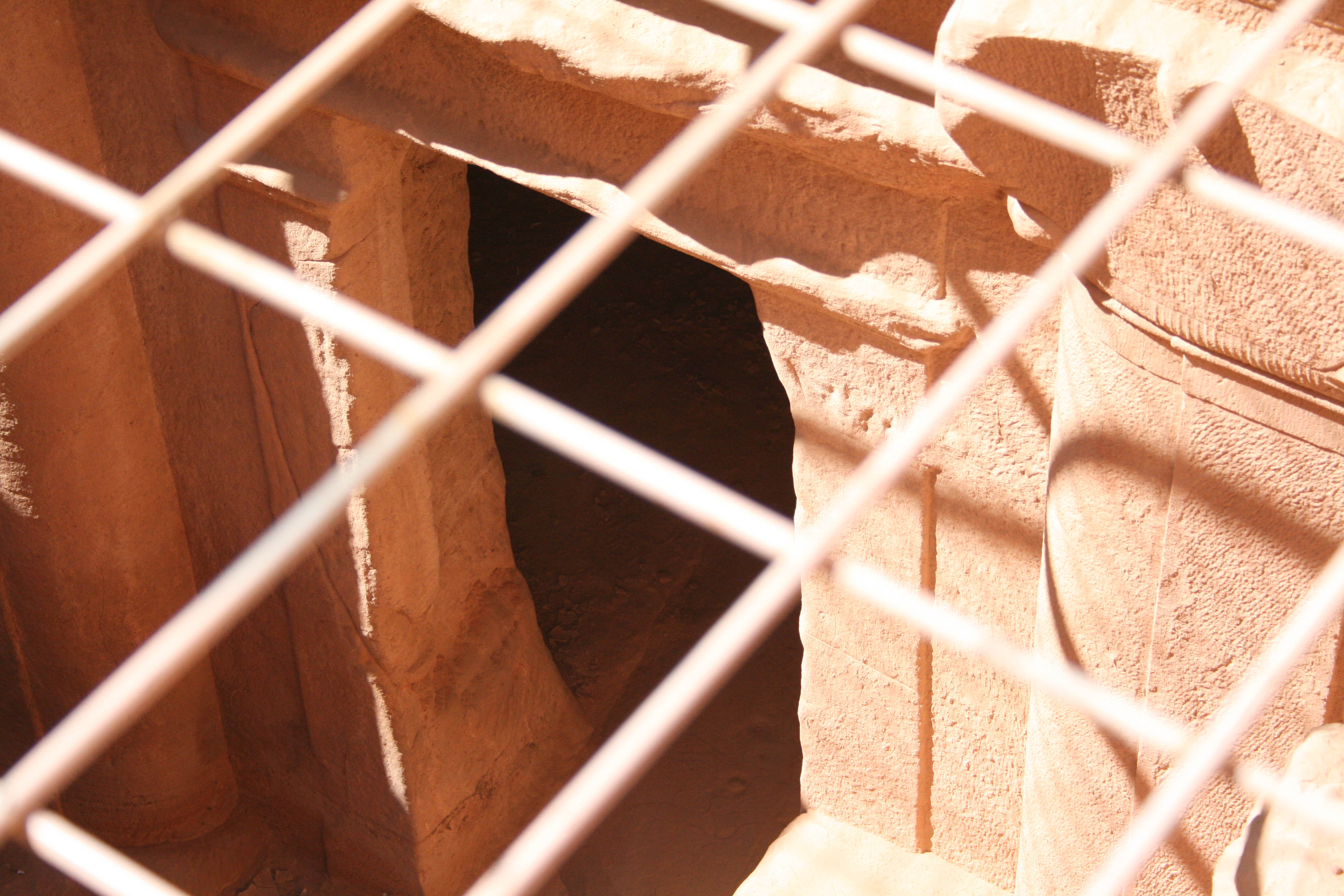
يعتقد علماء الآثار أن الضريح الموجود أسفل الخزنة في البتراء، يعود للحارث الرابع.

توفي الحارث الرابع في عام 41 م، وخلفه إبنه مالك الثاني، ليحكم المملكة النبطية حتى عام 71 م. ويُعتقد أن مبنى الخزنة يحوي على ضريحه، حيث يمكن رؤية الضريح أسفل المبنى.

## ملوك الأنباط
| الترتيب | الحـــاكــم   | فترة الحكم      |
| ------- | ------------- | --------------- |
| 1       | حارثة الأول   | 169 ق.م-120 ق.م |
| 2       | حارثة الثاني  | 120 ق.م-95 ق.م  |
| 3       | عبادة الأول   | 95 ق.م-88 ق.م   |
| 4       | رب إيل الأول  | 88 ق.م-87 ق.م   |
| 5       | حارثة الثالث  | 87 ق.م-62 ق.م   |
| 6       | عبادة الثاني  | 62 ق.م-59 ق.م   |
| 7       | مالك الأول    | 59 ق.م-30 ق.م   |
| 8       | عبادة الثالث  | 30 ق.م-9 ق.م    |
| 9       | حارثة الرابع  | 9 ق.م-40        |
| 10      | مالك الثاني   | 40-70           |
| 11      | رب إيل الثاني | 70-106          |